# 谷河 (濛河分洪道)
谷河是淮河中游左岸注入濛河分洪道的一条支流，古称“古水”，今谷河源自安徽省临泉县西北部姜寨镇，东南流至大田庄进入河南省新蔡县境，再经棠村镇东、元桥村北后再入临泉县境，继续东南流，经临泉、阜南边界，至阜南县城南董庄村左纳界南新河，最后至中岗镇西南注入濛河分洪道。全长112公里，流域面积1233平方公里。